# Rigsmarskal (Sverige)
Sveriges rigsmarskal (svensk: Hans majestät konungens riksmarskalk) er den højeste embedsmand ved det kongelige Hof i Sverige . Han udnævnes af statschefen.
Rigsmarskallen er leder af hofetaternes virksomhed, og han er også ansvarlig for kongens forbindelser med Riksdagen og med regeringen.
Rigsmarskallen har titlen excellens. Indtil 1974 havde stats- og udenrigsministrene også denne titel. 
Ved højtidlige anledninger bærer rigsmarskallen hofuniform og en lang stav med en kongelig krone.

## Rigsmarskaller
Denne liste er ufuldstændig; hjælp gerne med at udfylde den.
- 1611–1618: Henrik Horn, diplomat
- 1717–1727: Nicodemus Tessin den yngre, arkitekt
- 1741–1747: Samuel Åkerhielm den yngre
- 1792–1801: Johan Gabriel Oxenstierna, digter og vicestatsminister
- 1886–1894: Gillis Bildt, statsminister 1888–1889, tipoldefar til stats- og udenrigsminister Carl Bildt
- 1934–1936: Oscar von Sydow, statsminister februar–oktober 1921